# Benld
Benld es una ciudad ubicada en el condado de Macoupin en el estado estadounidense de Illinois. En el Censo de 2010 tenía una población de 1556 habitantes y una densidad poblacional de 566,77 personas por km².

## Geografía
Benld se encuentra ubicada en las coordenadas 39°5′35″N 89°48′8″O / 39.09306, -89.80222. Según la Oficina del Censo de los Estados Unidos, Benld tiene una superficie total de 2.75 km², de la cual 2.75 km² corresponden a tierra firme y (0%) 0 km² es agua.

## Demografía
Según el censo de 2010, había 1556 personas residiendo en Benld. La densidad de población era de 566,77 hab./km². De los 1556 habitantes, Benld estaba compuesto por el 98.2% blancos, el 0.32% eran afroamericanos, el 0% eran amerindios, el 0.32% eran asiáticos, el 0% eran isleños del Pacífico, el 0.77% eran de otras razas y el 0.39% pertenecían a dos o más razas. Del total de la población el 1.35% eran hispanos o latinos de cualquier raza.